# Aeroporto Internacional de Calgary
O Aeroporto Internacional de Calgary é o principal aeroporto servindo Calgary, localizado na província canadense de Alberta. O aeroporto é o terceiro mais movimentado do país, em termos de tráfego de passageiros.